# Rough Riders (miniserie televisiva)
Rough Riders è un miniserie televisiva in due puntate del 1997 scritta e diretta da John Milius, che ricostruisce la formazione del corpo dei Rough Riders, un reggimento di volontari che partecipò a Cuba alla guerra ispano-americana, guidati dal colonnello Theodore Roosevelt, futuro presidente degli Stati Uniti.
Nel 2006 è stato messo in vendita il DVD, contenente una versione cinematografica di 184 minuti.
Tom Berenger, che interpreta Roosevelt, è anche produttore della miniserie. Il personaggio del presidente degli Stati Uniti William McKinley è ricoperto da Brian Keith. Nel 1976, sempre in un'opera di John Milius, Il vento e il leone, era stato lui - all'epoca - l'interprete di Teddy Roosevelt. Brian Keith è morto il 24 giugno 1997, un mese prima dell'uscita della miniserie.

## Produzione
La miniserie fu prodotta con il titolo di lavorazione Teddy Roosevelt & the Rough Riders dalla Affinity Entertainment, Esparza / Katz Productions, Larry Levinson Productions, Levinson e Turner Pictures.

## Distribuzione
Mandata in onda in anteprima sul canale televisivo statunitense TNT, la miniserie uscì il 20 luglio 1997. Nel novembre dello stesso anno, fu presentata al Festival Cinema Giovani di Torino.
In Italia è stata trasmessa su Canale 5 nel 1999: ha ottenuto 9.472.000 spettatori e il 33,41% di share nella prima puntata, e 9.603.000 spettatori con il 34,36% di share nella seconda.
È stato poi ritrasmesso nel formato di un'unica puntata il 5 maggio 2001 sempre su Canale 5, montato da Marshall R. Teague, col titolo Rough Riders Redux dove ha ottenuto 5.432.000 spettatori con il 22,41% di share. Questo speciale è stato nuovamente replicato in prima serata il 14 dicembre 2003 su Canale 5 ottenendo 3.412.000 spettatori e il 16,5% di share.
Nel corso degli anni la miniserie è stata più volte replicata, sempre nel formato di film TV, su vari canali Mediaset, in particolare da Iris e Rete 4.